# My Destiny/Serenade
「My Destiny/Serenade」（マイ・ディスティニー/セレナーデ）は、カノンの4枚目のシングル。 2006年5月24日にソニー・ミュージックジャパンインターナショナルから発売された。

## 概要
1曲目の「My Destiny」は、テレビアニメ『エンジェル・ハート』のエンディングテーマとして使用された。

## 収録曲
（全作詞・作曲・編曲：カノン）
1. My Destiny [4:35]
2. Serenade [5:24]
3. My Destiny [Instrumental]
4. Serenade [Instrumental]